# Ultrason
Pour l’article ayant un titre homophone, voir Hultrasson.
Pour l’article homonyme, voir Ultrason (radio).
L'ultrason est une onde mécanique et élastique, qui se propage au travers de supports fluides, solides, gazeux ou liquides. Les fréquences des ultrasons se situent au-delà de 20 000 Hz. Leur nom vient du fait que leur fréquence est trop élevée pour être audible pour l'oreille humaine : le son est trop aigu, la gamme de fréquences audibles par l'être humain se situant entre 20 et 20 000 Hz. De la même façon, les infrasons désignent les sons dont la fréquence est trop faible pour être perceptible par l'oreille humaine. Lorsque la fréquence est audible pour l'oreille humaine, on parle simplement de « son ».
Les ultrasons sont utilisés dans l'industrie ainsi que dans le domaine médical.

## Domaine ultrasonore
Le domaine ultrasonore, c'est-à-dire la gamme de fréquences dans laquelle se situent les ultrasons, est compris entre 16 000 et 10 000 000 Hz (ou 10 MHz). On peut cataloguer les différents ultrasons en fonction de leur fréquence. Il est divisé en deux catégories. Ainsi, on distingue :
- les ultrasons de puissance, de fréquence comprise entre 16 kHz et 1 MHz. Ils peuvent entraîner des modifications physiques et chimiques (décapage, dégazage, émulsification, modification de mécanisme réactionnel, production de radicaux libres) ;
- les ultrasons de diagnostic, de fréquence comprise entre 1 et 10 MHz. Ils permettent de déterminer les caractéristiques physicochimiques du milieu qu'ils traversent. Ces propriétés sont utilisées en imagerie médicale et en contrôle non destructif de matériaux.

Les ultrasons de puissance sont également divisés en deux parties :
- les ultrasons de basses fréquences (16 à 100 kHz) ;
- les ultrasons de hautes et de très hautes fréquences (supérieure à 100 kHz pour les hautes fréquences et à 1 MHz pour les très hautes fréquences).

## Histoire

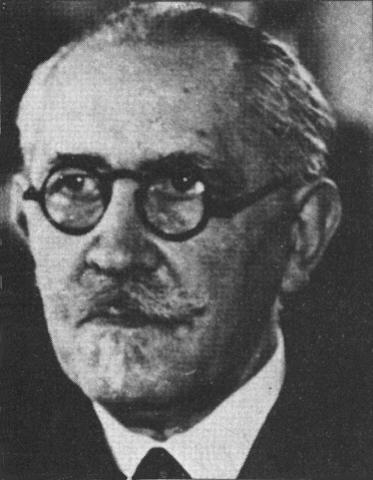
Paul Langevin.

C’est Lazzaro Spallanzani qui, en 1794, soupçonna le premier l’existence des ultrasons. Ils ont été découverts en 1883 par le physiologiste anglais Francis Galton.
Ce n'est qu'en 1917, sous l'influence des nécessités de la lutte anti-sous-marine, qu'est apparu le premier générateur d'ultrasons. Les Allemands ont positionné leurs U-boot, premiers sous-marins de combat réellement en service, autour de la Grande-Bretagne, coulant tout navire qui s’y dirigerait. Le sonar, alors appelé « ASDIC », est envisagé. Le système est simple, des ultrasons, ondes très peu absorbées par l’eau, sont envoyés dans la mer, s’ils rencontrent un obstacle, ils sont renvoyés au navire, ainsi informé de la position de l’ennemi. Seulement, on ne sait pas encore produire ces ultrasons. Un Français réfugié, Paul Langevin, physicien renommé, travaille depuis 1915 sur ce problème, et y remédie en créant le premier générateur d’ultrasons, depuis désigné sous le nom de « triplet Langevin ».

## «Triplet Langevin»
Le principe de ce convertisseur est l'association de deux (ou quatre ou six) céramiques piézoélectriques serrées et mises en précontrainte entre deux masses métalliques pour éviter leur destruction. Les deux masses métalliques servent également à étalonner cet ensemble acoustique à une fréquence prédéfinie qui peut être comprise habituellement entre 20 000 et 70 000 Hz.
Sous l'excitation d'un signal sinusoïdal appliqué aux céramiques (de quelques centaines de volts à quelques milliers de volts), celles-ci se déforment en se contractant. L'accord en fréquence du triplet ou de l'ensemble acoustique (triplet Langevin qui peut s'appeler communément « convertisseur » ou « émetteur ») est obtenu quand la consommation électrique est minimale avec un déplacement maximal des masses mises en mouvement. Pour cela, la fréquence électrique du signal appliqué au triplet doit être en concordance avec sa fréquence de résonance mécanique. Une analogie simple est celle d'une cloche d'église de plusieurs tonnes pouvant être mise en mouvement par un seul être humain. Cette vibration ainsi créée dans les céramiques est transmise aux deux masses métalliques. L'amplitude du déplacement des masses métalliques peut être de quelques micromètres à plus de 20 µm crête/crête. Le déplacement peut être augmenté en rajoutant un booster (amplificateur mécanique accélérant la propagation de l'onde de vibration ainsi créée) et une sonotrode, qui est en fait l'outil où sera utilisée cette vibration. L'amplitude du déplacement obtenu peut atteindre facilement 100 µm, le rendement électrique est exceptionnel, pouvant atteindre 95 à 98 %. Sans cette invention, l'industrie n'exploiterait pas cette technologie. Leur comportement est dû à leurs interactions avec le milieu où elles se propagent.

## Production

Comportement d’une pastille piézoélectrique.

Actuellement, trois types d'émetteurs sont utilisés pour générer des ultrasons, utilisant la transformation de l'énergie électrique transportée par des courants alternatifs de fréquence élevée en énergie mécanique (oscillations d'un système mécanique).

### Générateurs piézoélectriques
L'élément essentiel de ce type de générateur est constitué d'un triplet, c'est-à-dire d'une mosaïque de lamelles de quartz d'orientation et d'épaisseur rigoureusement identiques, collées entre deux disques d'acier. Ces deux disques sont reliés aux bornes d'une source de courant alternatif. Les lamelles de quartz sont alors déformées à la même fréquence que celle de la tension qui leur est appliquée. Elles produisent des vibrations mécaniques qui sont transmises au milieu dans lequel se trouve l'appareil. C'est cette méthode que Langevin utilisa pour créer les premiers émetteurs.

### Émetteurs magnétostrictifs

Principe de la magnétostriction

Ces émetteurs utilisent le principe de la magnétostriction : des corps ferromagnétiques (par exemple de type tôles de nickel) sont placés dans un champ magnétique variable. Il permet d'obtenir une contraction des corps assez importante, qui se transmet dans le milieu ambiant, généralement aérien. L'avantage de ces émetteurs est leur robustesse, leur inconvénient, ils ne permettent pas de produire des ultrasons de fréquence supérieure à 50 000 Hz.

### Émetteurs électrostrictifs
Le fonctionnement de ces émetteurs est proche des émetteurs magnétostrictifs, à la différence que les corps utilisés sont des céramiques placées dans un champ électrique variable. Les dimensions du corps varient alors, entraînant un mouvement mécanique des molécules d'air : des ultrasons.

## Applications
Les applications des ultrasons sont variées :

### Repérage d'obstacles
La première utilisation des ultrasons fut le repérage de bâtiments sous-marins ennemis. Le principe de cette méthode est simple : les ultrasons se réfléchissent sur un obstacle et reviennent à leur point de départ en produisant un écho : connaissant le temps séparant l'émission de l'onde et la réception de l'écho et la vitesse de l'ultrason dans l'eau de mer (environ 1 500 m/s), il est facile d’en déduire la distance séparant l’émetteur de l’obstacle. Cette méthode n’est plus seulement militaire et a été adaptée à tous types de repérages d’obstacles.

### Utilisation industrielle
En métallurgie, les ultrasons sont utilisés pour le dégazage des métaux, la détection de défauts, pour l'usinage, et la soudure de certains matériaux. Un foret solidaire de la partie mobile d'un générateur d'ultrasons peut être utilisé pour le perçage, en effectuant des mouvements de va-et-vient à la fréquence des ultrasons. Une précision de quelques micromètres est obtenue, et ce même dans des matières extrêmement dures.
Les ultrasons sont également employés pour la stérilisation de certains liquides, notamment du lait, l'homogénéisation ou le prétraitement de boues d'épuration ou de résidus industriels, la prospection de gisements minéraux, la déflagration d'explosifs commandée à distance, le nettoyage de certains corps, tels que les fûts de bois utilisés pour la fabrication du vin, ou encore la soudure de matières plastiques.
De nombreuses industries comme l'industrie pharmaceutique, automobile ou horlogère ont également recours aux ultrasons à des fins de nettoyage : différents objets peuvent ainsi être plongés dans des bains à ultrasons afin d'être débarrassés des impuretés qui s'y seraient logées ou accumulées.

### Utilisation en médecine
Les ultrasons sont utilisés dans le diagnostic et le traitement de différentes affections.
Dans un but diagnostic, les ultrasons sont employés par l'échographie, qui explore les organes internes mous ou remplis de liquide par la réflexion et l'analyse d'une onde ultrasonore émise. L'imagerie mode B explore l'anatomie des tissus mous en visualisant les interfaces entre tissus d'impédance acoustique différente. L'imagerie Doppler explore le système vasculaire en visualisant les globules rouges en mouvement. Ce dernier induit un décalage fréquentiel de l'onde lors de sa réflexion par effet Doppler.
Dans un but thérapeutique, les ultrasons étaient exploités dans le traitement symptomatique d'infections des tissus mous (muscles, ligaments, tendons). Cette technique, appelée « ultrasonothérapie », faisait appel à des ondes de haute fréquence permettant de réduire l'inflammation en améliorant la circulation locale, en théorie. Aujourd'hui toutefois, aucun intérêt thérapeutique des ultrasons n'a été trouvé pour les pathologies des tissus mous. Les ultrasons sont également utilisés pour fragmenter des calculs, surtout urinaires, par voie externe, avec une technique appelée « lithotripsie ».
Le faible coût, la facilité d'utilisation et la pénétration d'imagerie de l'échographie ont permis sa diffusion dans le milieu médical. Néanmoins, l'échographie reste limitée pour l'imagerie à travers les os, son faible champ de vue et sa reproductibilité car opérateur-dépendant.

### Une utilisation parfois controversée
- Voir aussi l'article Mosquito (appareil).

En avril 2008, une polémique est née à la suite de la commercialisation en Europe d'un appareil destiné à éloigner les jeunes de certains endroits, en émettant des fréquences proches de l'ultrason, perceptibles seulement par des individus jeunes, ce qui est vrai en théorie mais pas en pratique. En effet, l'audition humaine perd la faculté d'entendre les sons aigus avec l'âge. Néanmoins, suivant les personnes et surtout suivant l'hygiène de vie acoustique (écouteurs trop forts ou soirées musicales trop fortes endommageant irrémédiablement l'audition), des personnes plus âgées peuvent entendre des sons plus aigus que certains jeunes. Le procédé se heurte à une opposition importante, tant pour des raisons éthiques que médicales et de nombreuses voix s'élèvent pour en demander l'interdiction.

## Dans le monde animal
De nombreux animaux vertébrés terrestres, comme les chiens, les chats, certains rongeurs, ou les chauve-souris, peuvent entendre certaines gammes d'ultrasons et/ou les utiliser pour communiquer. Les ultrasons en jeu dans le monde animal sont étudiés par la bioacoustique, qui a montré que de nombreux animaux utilisent des sons émis au-delà de la limite supérieure de l'audition humaine. Les hautes fréquences confèrent certains avantages à la communication et des possibilités telles que l'écholocalisation.

Émission et réception d'ultrasons chez les cétacés (principe de l'écholocalisation).

Certains peuvent en émettre : les chauve-souris émettent des ultrasons qui se répercutent sur les objets environnants, ce qui leur permet ainsi de percevoir leur environnement (voir écholocalisation). Les souriceaux perçoivent des ultrasons émis par leur mère allaitante.
Il en va de même chez les cétacés (baleines, dauphins), qui utilisent les sons à très haute fréquence pour communiquer et percevoir leur environnement.
Pendant longtemps, on a considéré la production et la perception d’ultrasons possibles uniquement chez les mammifères,,. Selon les données disponibles dans les années 1970, les oiseaux n'entendraient pas les sons dont la fréquence dépasse 12 kHz selon Konishi (1973), et selon les données disponibles dans les années 1980, l'audition des amphibiens était limitée à 5 kHz (selon Fay, 1988 ou 8 kHz selon Loftus-Hills, 1970). Cependant des chercheurs ont ensuite constaté qu'un oiseau et des amphibiens anoures,,, sont capables de les percevoir. La grenouille Odorrana tormota et un passereau chanteur Abroscopus albogularis vivant près de torrents bruyants insèrent dans leur chant des harmoniques d'ultrasons. Ainsi, la grenouille Odorrana tormota est capable d'émettre et de percevoir des ultrasons, de plus de 100 kHz. C'est la première espèce non mammifère dotée de cette propriété à avoir été découverte. Le mâle pousse des cris semblables à un chant d'oiseau et possède une anatomie de l'oreille inhabituelle, avec notamment un tympan concave.
Il a par ailleurs été démontré que chez certains animaux (la souris par exemple), le cerveau comportait une zone dédiée à l'interprétation des ultrasons perçus par l'animal.
Plusieurs méthodes d'effarouchement d'espèces jugées indésirables dans certains contextes reposent sur la diffusion d'ultrasons, y compris pour les oiseaux quand la diffusion se fait au-delà d'une certaine puissance. Certains animaux pourraient ainsi et pour d'autres raisons être victimes d'une pollution sonore inaudible par l'être humain. On a par exemple constaté que les chauve-souris butineuses (qui jouent un rôle majeur pour la fécondation de certaines plantes) évitent les zones bruyantes, qui probablement les perturbent dans le repérage des fleurs. Pour d'autres espèces de chiroptères, le bruit pourrait gêner leur perception auditive,, (et notamment la perception de leurs proies, ou de certains obstacles ou prédateurs).